# Saint-Égrève
Saint-Égrève là một xã của tỉnh Isère, thuộc vùng Rhône-Alpes, đông nam nước Pháp.